# Platycarya
Platycarya is de botanische naam van een geslacht van bladverliezende bomen en struiken uit de okkernootfamilie (Juglandaceae). De planten komen van nature voor in Azië.
De bladeren zijn oneven geveerd of soms enkelvoudig.
De vrucht is een klein, afgeplat tweevleugelig nootje met aan de basis twee kamers.
Het geslacht bestaat traditioneel uit slechts één soort, Platycarya strobilacea, maar recent is een tweede soort beschreven als Platycarya longzhouensis.